# Надиевка (Самаровский район)
Надиевка (укр. Надіївка; до 2025 года — Надеждовка) — село,
Попасненский сельский совет,
Самаровский район,
Днепропетровская область,
Украина.
Код КОАТУУ — 1223286003. Население по переписи 2001 года составляло 354 человека.

## Географическое положение
Село Надеждовка находится в 2,5 км от села Тарасово.
По селу протекает пересыхающий ручей с запрудой.
Через село проходит автомобильная дорога Т-0422.